# カレリアの国旗
ロシア連邦のカレリア共和国の国旗（カレリアきょうわこくのこっき）は、上から順に赤・青・緑の3色で構成されている水平三色旗である。国旗の規定はカレリア共和国憲法の第12条に記されている。
赤：人々の力と勇気（カレリアの伝統的な刺繍の色）、青：湖と川（偉大さと美を象徴）、緑：自然、植物（富、幸福への望みと信念を象徴）を表す。